# PythagoraSwitch
PythagoraSwitch (japonsky ピタゴラスイッチ, Pitagora Suičči) je patnáctiminutový japonský vzdělávací televizní pořad pro děti, který vysílá japonská stanice NHK od roku 2002. Program se snaží učit děti „jak myslet“ pod dohledem Masahiko Satóa (佐藤雅彦) a Masumi Učina (内野真澄). Mimo Japonsko je na stanici NHK World Premium k dispozici též pětiminutová verze PythagoraSwitch Mini. V Brazílii ji vysílá stanice TV Cultura pod názvem Viva Pitágoras. Program se proslavil především tancem algorithm march (viz níže).
V pořadu vystupují loutkové postavy, které uvádějí tak zvané koutky. Ty představují hlavní náplň pořadu. Zábavnou formou jsou zde děti seznamovány s různými fyzikálními jevy a zákony a dalšími informacemi o světě.
Na začátku, konci a mezi každým koutkem se objevují tak zvaná Pythagorova zařízení (ピタゴラ装置, Pitagora Sóči). Tento druh zařízení je v anglofonních zemích známý jako „stroj Rubyho Goldberga“ (zejména ve Spojených státech) nebo také „Heath Robinsonův vynález“ (Británie). Jedná se o velmi komplikované zařízení, jehož činnost lze dobře pozorovat, ale zpravidla plní jednoduchý úkol.
Další charakteristický prvek pořadu jsou algoritmická cvičení (algorithm excercise) a algoritmický pochod (algorithm march). V prvním případě se cvičí ve dvojicích, v pochodové verzi pak v prakticky libovolně dlouhých řadách. Za hudebního doprovodu vystupující provádí dané cviky, které na sebe navazují v daném pořadí tak, aby všichni byli v perfektní souhře (například cvičící se ohne ve chvíli, kdy osoba za ním předpaží). Algoritmický pochod je tedy zvláštní druh tance. Zvláště jedna verze tohoto tance si ve světě získala velkou popularitu. Na internetu se objevují amatérská videa, kde jej lidé v různých kostýmech a při různých příležitostech předvádějí. Nejvíce „tanečníků“ algorithm march se shromáždilo v roce 2006, když jej nacvičilo 967 filipínských vězňů.
Na 30. ročníku Japan Prize International Educational Program Contest vyhrála 25. epizoda programu Let's Look at It Another Way první cenu v kategorii raného vzdělávání. V soutěži Prix Jeunesse v Mnichově v roce 2004 získal pořad také první cenu v kategorii non-fiction pro děti do šesti let.